# Hypercompe muzina
Hypercompe muzina là một loài bướm đêm thuộc phân họ Arctiinae, họ Erebidae.